# Loch Torridon
Loch Torridon är vik av Atlanten i Wester Ross i kommunen Highland i nordvästra Skottland i Storbritannien.
I den södra delen av Loch Torridon finns vikarna Upper Loch Torridon och Loch Shieldaig, varav den senare  som är en av två närbelägna vikar med detta namn i kommunen Highland..

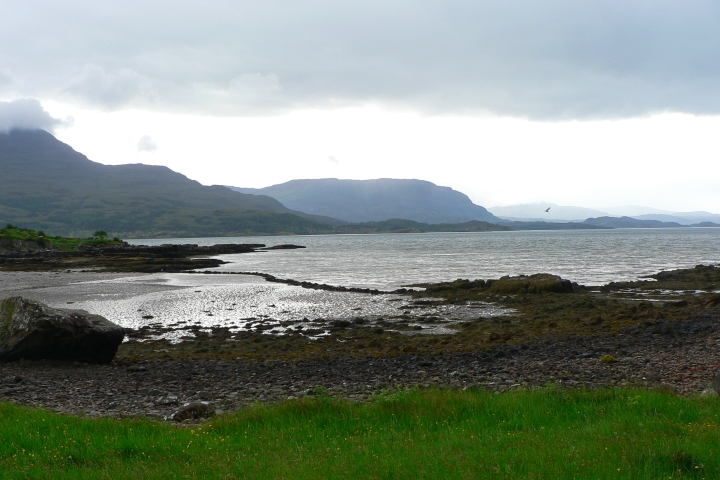
Loch Torridon sedd från byn Torridon

Byn Torridon omges av Torridon Hills. Norr om byn ligger byarna Redpoint, Diabaig, Wester Alligin och Alligin Shuas. I söder ligger Shieldaig.
Klimatet i området är tempererat. Årsmedeltemperaturen i trakten är 5 °C.